# Baltische Ausstellung

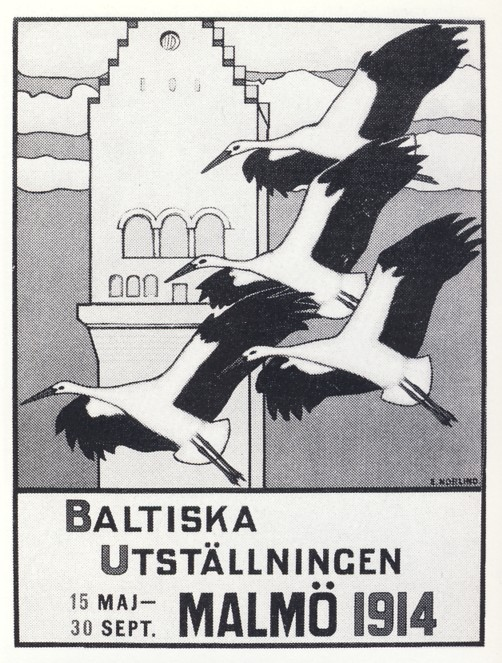
Ernst Norlind: Ausstellungsplakat

Die Baltische Ausstellung in Malmö von 1914, (schwedisch Baltiska utställningen) war unter anderem eine Kunstgewerbe- und Kunsthandwerksausstellung der Ostseeanrainer. Sie fand vom 15. Mai bis 4. Oktober 1914 statt, ungeachtet des zwischenzeitlich ausgebrochenen Ersten Weltkriegs.
Es wurden hauptsächlich neue Industrieprodukte wie Maschinen, Autos, Wagen und Lokomotiven gezeigt, dazu alltägliche Produkte wie Kaffee, Öfen, Tabak und Schokolade. Die Kunstabteilung innerhalb der Ausstellung war die größte, die jemals in den nordischen Ländern organisiert wurde. Sie enthielt 3.256 Ausgaben und erregte die größte Aufmerksamkeit. Für die Nachwelt wurde die Ausstellung in einer offiziellen Geschichte der baltischen Ausstellung in Malmö von 1914 dokumentiert, die in drei Bänden veröffentlicht wurde.

## Teilnehmerstaaten
Als verantwortlicher Architekt zeichnete der erfahrene Ausstellungsgestalter Ferdinand Boberg. Teilnehmerstaaten der Ausstellung waren Schweden, Dänemark, Deutschland und Russland. Die Ausstellung fand im Bereich des heutigen Pildammsparks in Malmö statt und zeigte sich geprägt vom Jugendstil und Expressionismus.

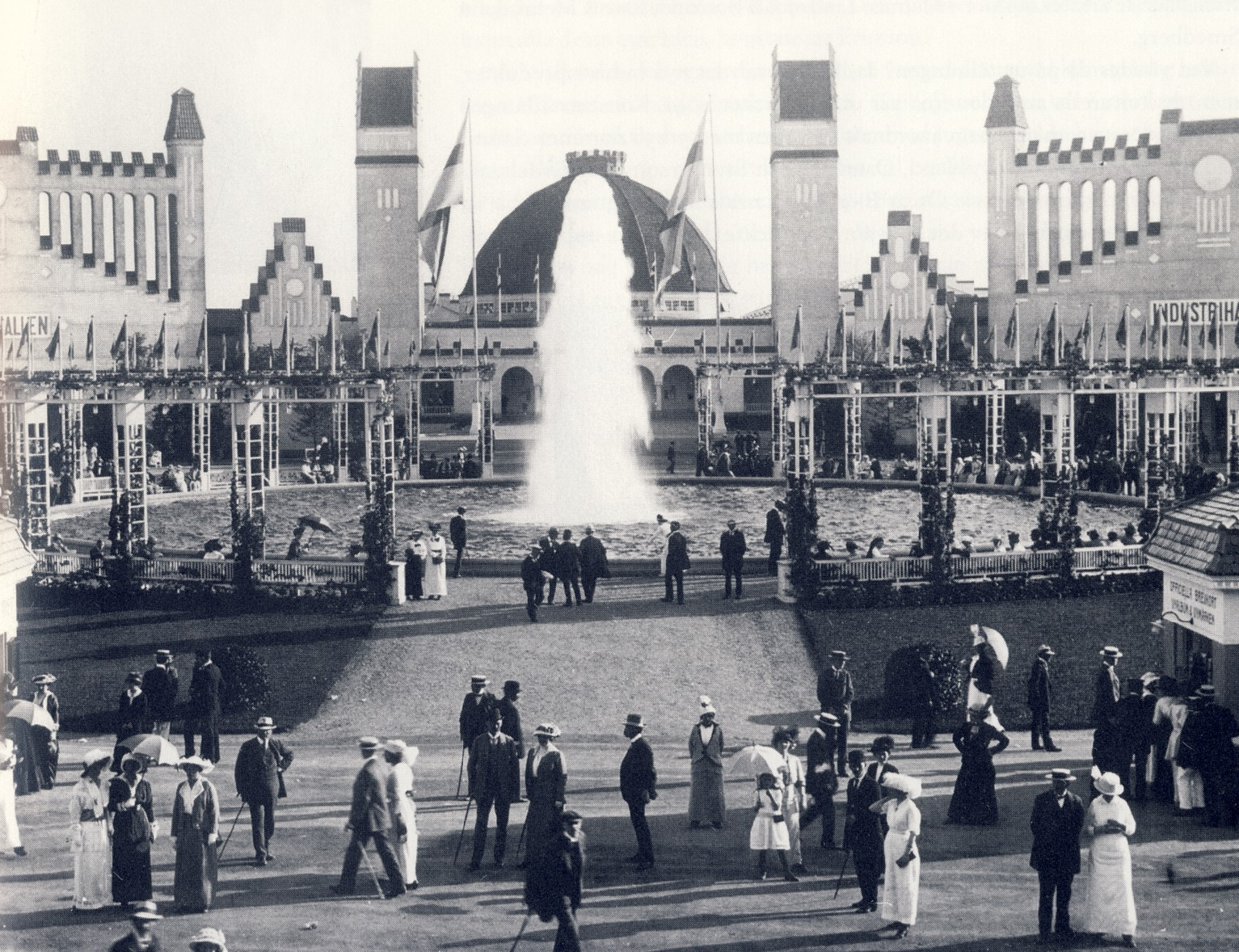
Zentralbereich der Ausstellung 1914

## Teilnehmende Künstler
- Dawid Dawidowitsch Burljuk
- Wladimir Dawidowitsch Burljuk
- Robert Genin[2]
- Tora Vega Holmström
- Andreas Jawlensky
- Alexej Jawlensky
- Wassily Kandinsky
- Pjotr Petrowitsch Kontschalowski
- Michail Fjodorowitsch Larionow
- Aristarch Wassiljewitsch Lentulow
- Ernst Norlind
- Marianne von Werefkin

## Ende der Ausstellung
Nach Kriegsausbruch zogen sich die deutschen und russischen Aussteller zurück, die Russen unter Hinterlassung einer wertvollen Kunstsammlung, die noch Josef Stalin vergeblich für die Sowjetunion reklamierte. Sie findet sich heute im Kunstmuseum Malmö.